# Брукридж (Флорида)
Брукридж (англ. Brookridge) — статистически обособленная местность, расположенная в округе Эрнандо (штат Флорида, США) с населением в 3279 человек по статистическим данным переписи 2000 года.

## География
По данным Бюро переписи населения США статистически обособленная местность Брукридж имеет общую площадь в 5,18 квадратных километров, водных ресурсов в черте населённого пункта не имеется.
Статистически обособленная местность Брукридж расположена на высоте 19 м над уровнем моря.

## Демография
По данным переписи населения 2000 года в Брукриджe проживало 3279 человек, 1168 семей, насчитывалось 1823 домашних хозяйств и 2129 жилых домов. Средняя плотность населения составляла около 633,01 человек на один квадратный километр. Расовый состав населённого пункта распределился следующим образом: 98,87 % белых, 0,15 % — чёрных или афроамериканцев, 0,09 % — коренных американцев, 0,18 % — азиатов, 0,49 % — представителей смешанных рас, 0,21 % — других народностей. Испаноговорящие составили 0,95 % от всех жителей статистически обособленной местности.
Из 1823 домашних хозяйств в 2,5 % воспитывали детей в возрасте до 18 лет, 59,0 % представляли собой совместно проживающие супружеские пары, в 4,0 % семей женщины проживали без мужей, 35,9 % не имели семей. 33,5 % от общего числа семей на момент переписи жили самостоятельно, при этом 29,0 % составили одинокие пожилые люди в возрасте 65 лет и старше. Средний размер домашнего хозяйства составил 1,76 человек, а средний размер семьи — 2,14 человек.
Население статистически обособленной местности по возрастному диапазону по данным переписи 2000 года распределилось следующим образом: 2,9 % — жители младше 18 лет, 1,3 % — между 18 и 24 годами, 5,4 % — от 25 до 44 лет, 19,0 % — от 45 до 64 лет и 71,4 % — в возрасте 65 лет и старше. Средний возраст жителей составил 72 года. На каждые 100 женщин в Брукриджe приходилось 82,0 мужчин, при этом на каждые сто женщин 18 лет и старше приходилось 81,4 мужчин также старше 18 лет.
Средний доход на одно домашнее хозяйство статистически обособленной местности составил 24 774 доллара США, а средний доход на одну семью — 30 139 долларов. При этом мужчины имели средний доход в 19 519 долларов США в год против 15 194 доллара среднегодового дохода у женщин. Доход на душу населения статистически обособленной местности составил 24 774 доллара в год. 4,2 % от всего числа семей в населённом пункте и 5,7 % от всей численности населения находилось на момент переписи населения за чертой бедности, при этом  из них были моложе 18 лет и 5,7 % — в возрасте 65 лет и старше.